# Batalha do Mar de Barents
A Batalha do Mar de Barents foi uma batalha naval da Segunda Guerra Mundial em 31 de dezembro de 1942 entre navios de guerra da Kriegsmarine e navios britânicos escoltando o comboio JW 51B para Kola Inlet na União Soviética. A ação ocorreu no Mar de Barents, ao norte de Cabo do Norte, na Noruega. O fracasso dos invasores alemães em infligir perdas significativas ao comboio enfureceu Adolf Hitler, que ordenou que a estratégia naval alemã se concentrasse doravante na frota de submarinos em vez de navios de superfície.

## Resultado

### Análise
O encontro ocorreu no meio da noite polar de meses e as forças alemãs e britânicas estavam dispersas e inseguras sobre as posições do restante de suas próprias forças, muito menos das de seu oponente. A batalha tornou-se um assunto bastante confuso e às vezes não estava claro quem estava atirando em quem ou quantos navios estavam engajados. Apesar dos esforços alemães, todos os 14 navios mercantes chegaram a seus destinos na União Soviética ilesos.
Adolf Hitler ficou furioso com o que considerou a inutilidade dos invasores de superfície, visto que o ataque inicial dos dois cruzadores pesados foi contido por contratorpedeiros antes da chegada dos dois cruzadores leves. Houve sérias consequências: esse fracasso quase fez Hitler impor a decisão de descartar a frota de superfície e ordenar que a Marinha alemã se concentrasse na guerra de submarinos. O almirante Erich Raeder, comandante supremo da Kriegsmarine, apresentou sua renúncia - que Hitler aceitou. Raeder foi substituído pelo almirante Karl Dönitz, o comandante da frota de submarinos.
 

Dönitz salvou a frota de superfície alemã do sucateamento; embora Admiral Hipper, Emden e Leipzig tenham ficado parados até o final de 1944, enquanto os reparos e a reconstrução do encouraçado Gneisenau foram abandonados. Embora os U-boats alemães continuassem a operar na costa da França, apenas mais uma grande operação de superfície foi executada após a batalha. Esta foi a tentativa de ataque ao Comboio JW 55B pelo encouraçado Scharnhorst.  O encouraçado foi afundado por uma força-tarefa de escolta britânica no que mais tarde ficou conhecido como a Batalha do Cabo Norte.